# Unterseeboot UC-63
Pour les autres navires du même nom, voir Unterseeboot 63.
L'Unterseeboot UC-63 est un sous-marin (U-Boot) mouilleur de mines allemand de type UC II utilisé par la Kaiserliche Marine pendant la Première Guerre mondiale. Le U-boot a été commandé le 12 janvier 1916, mis sur cale le 3 avril 1916 et lancé le 6 janvier 1917. Il a été mis en service dans la marine impériale allemande le 30 janvier 1917 sous le nom de UC-63. En neuf patrouilles, l'UC-63 a coulé 36 navires, soit par ses torpilles, soit par les mines qu’il a posées. L'UC-63 fut torpillé et coulé par le HMS E52 au large du banc de Goodwin le 1er novembre 1917. Un seul membre d’équipage a survécu au naufrage.

## Conception
Sous-marin de type UC II, l'UC-63 avait un déplacement de 415 tonnes en surface et de 498 tonnes en plongée. Il avait une longueur hors tout de 50,52 m, un maître-bau de 5,22 m et un tirant d'eau de 3,63 m. Le sous-marin était propulsé par deux moteurs diesel 6 cylindres à quatre temps produisant chacun 290 à 300 ch (210 à 220 kW), soit un total de 630 à 630 ch (430 à 440 kW), et par deux moteurs électriques produisant 630 ch (463 kW), actionnant deux arbres d'hélice.
Le sous-marin avait une vitesse maximale de 11,6 nœuds (21,5 km/h) en surface et de 7,3 nœuds (13,5 km/h) en immersion. Son autonomie était de de 8663 à 9450 milles marins (16340 à 17500 km) à 7 nœuds (13 km/h) en surface, et de 52 milles marins (96 km) à 4 nœuds (7,4 km/h) en immersion. Il lui fallait 48 secondes pour plonger, et il était capable d’opérer à une profondeur maximale de 50 mètres.
L'UC-63 était équipé de trois tubes lance-torpilles de 500 mm, un à l’arrière et deux à l’avant, avec sept torpilles, et d’un canon de pont de 8,8 cm SK L/30. Mais son arme principale était ses six puits de mine de 1000 mm portant dix-huit mines UC 200. Son effectif était de vingt-six membres d’équipage.

## Engagements
L'UC-63 entra en service le 30 janvier 1917, sous le commandement de l'Oberleutnant Karsten von Heydebreck. Il est affecté à la flottille de sous-marins flamands, basée à Bruges en Belgique occupée.
L'UC-63 a effectué neuf patrouilles de guerre, opérant principalement en mer du Nord contre les chalutiers de pêche britanniques. Il a eu un succès considérable, coulant sept d’entre eux et en endommageant deux autres en une seule journée en juin 1917. En août 1917, il combattit contre deux chalutiers armés, le HMS Nelson et le HMS Boy Alfred. Les deux ont été coulés, et l’équipage de l'Ethel & Millie a été récupéré par le U-boot, après quoi ils n’ont pas été revus. Le soupçon alors, et par la suite, est qu’ils ont été éliminés par le commandant du U-boot, peut-être en étant laissés se noyer pendant que le U-boot était immergé. Le gouvernement allemand avait clairement indiqué qu’il considérait les équipages des navires marchands qui ripostaient aux attaques des sous-marins allemands comme des francs-tireurs, et donc passibles d’exécution.
En neuf mois de carrière avant sa perte en novembre 1917, l'UC-63 a coulé 36 navires, totalisant 35 900 tonneaux de jauge brute, et en a endommagé quatre autres.

### Destin
Le 1er novembre 1917, alors qu’il opérait au large du banc de Goodwin, l'UC-63 fut aperçu par le sous-marin britannique HMS E52. Il a été torpillé et coulé avec la perte de tous ses 27 membres d’équipage sauf un.

## Affectations
- Flottilles des Flandres : 27 avril au 1er novembre 1917

## Commandants
- Oberleutnant zur See Karsten von Heydebreck : 30 janvier au 1er novembre 1917

## Navires coulés
| Date              | Nom                       | Nationalité      | Tonnage | Destin    |
| ----------------- | ------------------------- | ---------------- | ------- | --------- |
| 26 avril 1917     | Amsteldjik                | Pays-Bas         | 186     | Coulé     |
| 10 mai 1917       | Gruno                     | Pays-Bas         | 171     | Coulé     |
| 27 juin 1917      | Longbenton                | United Kingdom   | 924     | Coulé     |
| 28 juin 1917      | Frigate Bird              | United Kingdom   | 20      | Coulé     |
| 28 juin 1917      | Elsie                     | United Kingdom   | 20      | Coulé     |
| 28 juin 1917      | Frances                   | United Kingdom   | 20      | Coulé     |
| 28 juin 1917      | Glenelg                   | United Kingdom   | 32      | Coulé     |
| 28 juin 1917      | Harbinger                 | United Kingdom   | 39      | Coulé     |
| 28 juin 1917      | Rose of Juin              | United Kingdom   | 20      | Coulé     |
| 28 juin 1917      | William And Betsy         | United Kingdom   | 21      | Coulé     |
| 28 juin 1917      | Frank                     | United Kingdom   | 21      | Endommagé |
| 28 juin 1917      | Diligence                 | United Kingdom   | 20      | Endommagé |
| 30 juin 1917      | Markersdal                | Danemark         | 1640    | Coulé     |
| 1er juillet 1917  | Advance                   | United Kingdom   | 44      | Coulé     |
| 1er juillet 1917  | Gleam                     | United Kingdom   | 54      | Coulé     |
| 1er juillet 1917  | Radiance                  | United Kingdom   | 57      | Coulé     |
| 31 juillet 1917   | Empress                   | United Kingdom   | 2914    | Coulé     |
| 2 août 1917       | Young Bert                | United Kingdom   | 59      | Coulé     |
| 6 août 1917       | Alfred                    | France           | 107     | Coulé     |
| 6 août 1917       | Fane                      | Norvège          | 1119    | Coulé     |
| 6 août 1917       | Zamora                    | United Kingdom   | 3639    | Endommagé |
| 7 août 1917       | Onesta                    | Royaume d'Italie | 2674    | Coulé     |
| 8 août 1917       | Marie Jesus Protegez Nous | France           | 46      | Coulé     |
| 14 août 1917      | Thames                    | United Kingdom   | 403     | Coulé     |
| 14 août 1917      | Costanza                  | Royaume d'Italie | 2545    | Coulé     |
| 14 août 1917      | Luna                      | Norvège          | 959     | Endommagé |
| 15 août 1917      | HMS Ethel And Millie      | Royal Navy       | 58      | Coulé     |
| 15 août 1917      | HMS Nelson                | Royal Navy       | 61      | Coulé     |
| 15 août 1917      | Alice                     | United Kingdom   | 25      | Coulé     |
| 22 septembre 1917 | Italia                    | France           | 627     | Coulé     |
| 24 septembre 1917 | Perseverance              | France           | 2873    | Coulé     |
| 24 septembre 1917 | Europe                    | France           | 2839    | Coulé     |
| 25 septembre 1917 | Dinorah                   | France           | 4208    | Coulé     |
| 25 septembre 1917 | HMT James Seckar          | Royal Navy       | 255     | Coulé     |
| 24 octobre 1917   | Ulfsborg                  | Danemark         | 2,040   | Coulé     |
| 28 octobre 1917   | Baron Garioch             | United Kingdom   | 1831    | Coulé     |
| 29 octobre 1917   | Marne                     | France           | 979     | Coulé     |
| 4 novembre 1917   | Lyra                      | Norvège          | 1141    | Coulé     |
| 25 novembre 1917  | Oriflamme                 | United Kingdom   | 3764    | Coulé     |
| 4 décembre 1917   | Brigitta                  | United Kingdom   | 2084    | Coulé     |